# Tysilio de Powys
Tysilio o Sulià (Powys, Gal·les, ca. 548 – Saint-Suliac, Bretanya ca. 640) va ser un príncep, bisbe i estudiós gal·lès. Com a religiós, prengué part activa en els afers gal·lesos durant el convuls període inicial del segle setè. És venerat com a sant per diverses confessions cristianes.

## Biografia
Era el segon fill del rei de Powys Brochwel Ysgithrog, i nebot per part de mare del gran abat Dunod de Bangor-is-y-coed. Tysilio deixà aviat la cort i marxà amb l'abat Guwddfarch de Caer-Meguaidd (Meifod), a qui demanà d'ésser admès com a monjo. El rei envià soldats a buscar-lo per fer-lo tornar, però l'abat el convencé perquè el deixés continuar la seva vocació religiosa. Tysilio començà probablement la seva carrera eclesiàstica a Y Trallwng (Powys), per establir-se posteriorment a la ciutat de Meifod, on es relacionà amb Gwyddvarch i amb sant Beuno, el futur fundador de Clynnog Fawr.

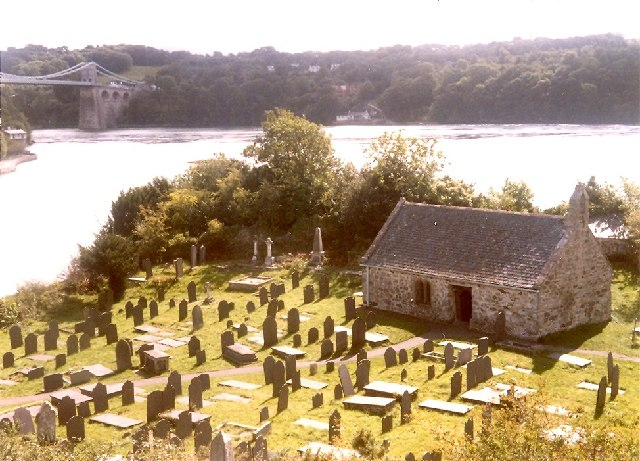
Església de Tysilio a Church Island, on va viure com a eremita.

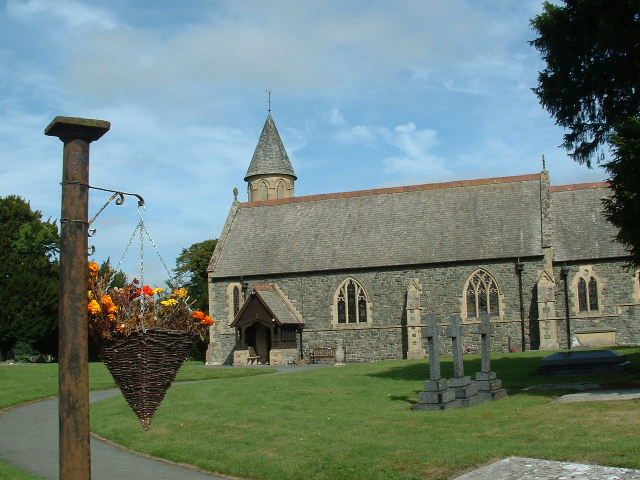
Església de Tysilio a Llandysilio, fundada pel sant.

Tysilio s'establí, per allunyar-se més de la seva família, a Ynis Dysilio (Church Island), a l'estret de Menai, i evangelitzà la zona d'Ynys Môn (Anglesey). Després de set anys, tornà a Caer-Meguaidd i en fou nomenat abat. Hi reconstruí l'església de l'abadia i mantingué la pau a la regió. A la ciutat de Meifod, Tysilio bastí la segona església de Meifod, l'Eglwys Tysilio.
Quan morí el seu germà en 610, la seva cunyada, la reina Gwenwynwyn, va voler casar-se amb ell i fer-lo rei de Powys. En negar-s'hi, la reina va convertir l'abadia en objecte de persecució i represàlies. Tysilio va decidir llavors marxar-ne i embarcà rumb a Bretanya, on arribà a l'illa de Sercq i d'on passà a la riba dreta de l'estuari del Rance, on després sorgiria la vila de Saint-Suliac (topònim derivat del seu nom). Hi fundà un altre monestir, al Mont-Garot, on visqué amb quinze monjos fins a la seva mort en 640. Predicà i evangelitzà aquella part de la Bretanya. Fou sebollit a la mateixa abadia.
Se li atribueix la redacció de Brut Tysili, variant de la crònica gal·lesa Brut y Brenhinedd, però s'ha demostrat que l'obra és posterior.

## Veneració
Com era habitual en l'època, Tysilio fou proclamat sant pels fidels de la seva ciutat, ratificant-lo el bisbe de Llanelwy. Tradicionalment, el dia del sant, o gwyl-mabsant, era el 8 de novembre. Aquest dia se celebrava especialment amb les "vetlles" de la veïna parròquia de Guilsfield, on el Fons Tysilio, un pou sagrat li havia estat dedicat.
Avui, el seu sarcòfag és a la parròquia de Saint-Suliac.
En l'actualitat, el nom de Tysilio apareix en diverses esglésies i llocs d'arreu de Gal·les, com en l'illa de l'estret de Menai o en el folklòric topònim 
Llanfairpwllgwyngyllgogerychwyrndrobwllllantysiliogogogoch.